# Garbage
Garbage es una banda de rock alternativo procedente de Madison (Estados Unidos) y Edimburgo (Escocia, Reino Unido) formada en 1993 por la cantante escocesa Shirley Manson y por los tres productores estadounidenses Butch Vig, Steve Marker y Duke Erikson, han vendido más de 25 millones de álbumes alrededor del mundo.
En agosto de 1995, su álbum debut homónimo debutó en el puesto #193 en el Billboard 200. El primer sencillo oficial del álbum, «Vow», fue precedido de una canción que no venía en el álbum, el cual llevaba el nombre de «Subhuman» seguido a la vez de la exitosa «Only Happy When It Rains» así como algunos sencillos promocionales del álbum, entre ellos «Queer». El álbum debutó en el número 12 en el UK Albums Chart; en Australia se posicionó en el puesto 5. «Queer» fue lanzado en Europa con motivo de promocionar su primera gira mundial. Garbage lanzó varios exitosos sencillos durante 1995 y 1996, como por ejemplo «Supervixen» y «Milk», además del más importante de su carrera, «Stupid Girl». Su álbum homónimo debut, Garbage, vendió más de 4 millones de copias y fue certificado doble disco de platino en el Reino Unido, EE. UU. y Australia. El álbum ganó el premio Breakthrough Artist en 1996 en el MTV Europe Music Awards.
La banda pasó dos años trabajando en su siguiente álbum, Version 2.0, lanzado en 1998, que encabezó las listas de charts del Reino Unido y que lo llevó a merecer dos nominaciones al año siguiente como Mejor Álbum del Año y Mejor Álbum de Rock. Version 2.0 obtuvo muy buenas ventas, siguiendo el legado de su antecesor. Garbage continuó componiendo canciones, hasta que en 1999 lanzaron la canción principal para la decimonovena película de James Bond, The World Is Not Enough.
A pesar del nombramiento de uno de sus álbumes entre los 10 álbumes más importantes del año por la revista Rolling Stone, Garbage lanzó en el 2001 su tercer álbum de estudio, Beautifulgarbage, que no obtuvo el mismo éxito comercial que alcanzaron sus antecesores. Garbage cae en una pausa indefinida a finales de 2003, pero una vez reagrupados, lanzan su cuarto álbum de estudio, titulado Bleed Like Me, en el 2005, que alcanzó su punto máximo en el puesto 4 en los Estados Unidos. El grupo dejó de realizar conciertos para promocionar Bleed Like Me entrando en otra pausa indefinida, asegurando que no se separaban, pero que querían continuar con sus intereses personales. En el 2006, Vig volvió a producir mientras que Manson grabó un álbum como solista. Garbage vuelve de su pausa en el 2007, lanzando un álbum de grandes éxitos llamado Absolute Garbage, con la idea en mente de grabar su quinto álbum de estudio en el 2010.
La banda comenzó a trabajar en la grabación de su quinto álbum de estudio en 2010; este álbum se llama Not Your Kind Of People, y salió al mercado el 14 de mayo de 2012. El primer sencillo del nuevo disco lleva el nombre de «Blood For Poppies» y salió el 20 de marzo de 2012. El sencillo «Not Your Kind of People» ha sido usado como banda sonora para el tráiler del Metal Gear Solid V: The Phantom Pain.

## Historia
Butch Vig, el productor de discos tan influyentes como el Nevermind de Nirvana y Siamese Dream de The Smashing Pumpkins, decidió que quería formar un grupo y pidió a sus compañeros, los productores Steve Marker y Duke Erikson que se unieran a él. Después de que el grupo viera a Shirley Manson en MTV (Shirley participó en otros proyectos como Goodbye Mr. Mackenzie y Angelfish), le pidieron que se uniera al grupo como vocalista.
Su nombre, según Shirley Manson, fue un acto de autodefensa que facilitara las críticas y fuera gracioso, por lo que eligieron Garbage. También se deriva aparentemente del "sonido basura" en sus canciones. 
Otra anécdota relacionada con el origen del nombre es que Butch Vig contribuyó con un remix en el álbum Fixed de Nine Inch Nails que, según un rumor, Trent Reznor calificó de basura (garbage).
Sus letras, emocionales y llenas de rabia, contrastan con su Hard rock/rock alternativo, lo que hizo al grupo particularmente popular entre jóvenes. Garbage utiliza samples, bucles electrónicos, guitarras "grunge", y muchos otros efectos para producir temas melódicos, distintivos por la voz de la cantante escocesa Shirley Manson. El hecho de que Garbage se componga de tres productores es muy obvio, ya que en su música se denota una alta calidad de producción, con muchas capas y una estética semejante al muro de sonido (wall-of-sound) creada por Phil Spector.
Han sido influidos por artistas muy diferentes como The Pretenders, The Smashing Pumpkins, Blondie y Siouxsie And The Banshees.

## Carrera

### Garbage(1995-1997)
Garbage lanzó una serie de exitosos singles a lo largo de 1995, culminando con el gran éxito "Stupid Girl". Más tarde, ese mismo año, salió al mercado su álbum debut, Garbage. Alcanzó el top 20 en Estados Unidos y el top 10 en Reino Unido.

### Version 2.0(1997-2000)
Garbage trabajó dos años en su siguiente álbum, tiempo durante el cual Shirley Manson ganó popularidad por ser una de los primeros artistas en mantener un blog. "Push It" fue lanzado y se convirtió en un éxito del verano en 1998, alcanzando el número 9 en Reino Unido y el número 52 en Estados Unidos. El segundo álbum, Version 2.0, alcanzó el número uno en las listas de Reino Unido y el puesto número 13 en Estados Unidos. En 1999 contribuyeron con el tema principal en la película de James Bond The World Is Not Enough, que posteriormente incluirían como bonus en algunos países en su CD lanzamiento de 2001.

### Beautifulgarbage(2001-2002)
Tras varios años de encerrarse en el estudio, Garbage lanzó beautifulgarbage en 2001. Representó el lado más maduro y ecléctico del grupo, pero no tuvo ningún éxito significativo. Desde el lanzamiento del álbum y sus posteriores sencillos, no consiguieron entrar en las listas de Estados Unidos y que los cuatro singles se quedaran entre las posiciones 20 y 30 en Reino Unido. Aun así, el álbum consiguió alcanzar la posición número 6 en Reino Unido UK y la 13 en EE. UU., aunque comenzó rápido a descender. Tras el álbum realizaron una exitosa gira en Europa y EE. UU.

### Bleed Like Me(2003-2005)
El álbum "Bleed Like Me", se lanzó el 11 de abril de 2005. Originalmente, se le dio el título de Hands on a Hard Body, pero Shirley Manson anunció que la banda se decidió por ese nuevo título: Bleed like Me (Sangra como yo), porque encajaba mejor en la mejorada dinámica del grupo tras un periodo de tensión y crisis en octubre de 2003. Shirley también ha anunciado que el nuevo álbum contiene más hard rock y supone un retorno a los comienzos de Garbage tras el experimento de beautifulgarbage.

### Absolute Garbage(2007)
Durante el 2007, el grupo trabaja en una recopilación de sus sencillos más exitosos lanzados a lo largo de su carrera, como "Stupid Girl", "Only Happy When It Rains", "Why Do You Love Me", entre otros. También incluye sencillos que no habían sido incluidos en discos de la banda, como "Number One Crush", de la banda sonora de Romeo y Julieta, y "The World Is Not Enough", de la película de James Bond estrenada en 1999.
En octubre del 2010, Garbage volvió a los estudios para grabar su quinto álbum de estudio, el cual conllevará a una gira durante 2012.

### Not Your Kind Of People(2012-2015)
Siete años de ausencia de Garbage de la escena musical fueron interrumpidos gracias a su última producción discográfica: Not Your Kind Of People, cuyo primer sencillo es "Blood For Poppies", que la banda ofreció para descarga gratuita el 15 de marzo de 2012. "Not Your Kind Of People" salió a la venta el 14 de mayo de 2012 a nivel mundial, excepto en Estados Unidos, donde estuvo disponible un día después. El diseño de portada y la lista de temas fueron difundidos en su sitio web oficial. Además de esta nueva producción, Garbage también lanza su propio sello discográfico, llamado Stunvolume Records.

### Strange Little Birds(2016-2018)
El sexto álbum de estudio y segundo grabado bajo su propio sello independiente Stun Volume se llama Strange Little Birds, como referencia a ellos mismos y a su canción "Even Though Our Love Is Doomed" incluida en la lista de canciones del álbum. El primer sencillo es "Empty", que recuerda el sonido de antaño, donde las guitarras y batería eran algo muy propio y distintivo de su música. "Strange Little Birds" salió a la venta el 10 de junio de 2016 a nivel mundial. El diseño de portada y la lista de temas fueron difundidos una vez más en su sitio web oficial, así como en su perfil oficial de Facebook, desde donde Garbage ha tenido una gran interacción con sus fanes en los últimos años.

### Version 2.0: 20th Anniversary(2018-2019)
La banda anunció que en mayo de 2018 lanzará una edición del vigésimo aniversario de su segundo álbum Version 2.0 de manera similar a la edición del vigésimo aniversario de su álbum debut homónimo. La edición de aniversario también verá a Garbage comprometerse a hacer una gira para esta celebración que se espera que tenga lugar a fines de 2018. A partir de marzo de 2018, Garbage también estuvo trabajando en un nuevo álbum de estudio que, según Shirley Manson, se esperaba para un lanzamiento en 2020.

### No Gods No Masters(2021)
"No Gods No Masters" es el séptimo álbum de estudio de la banda, lanzado el 11 de junio de 2021. Antes, la canción "The Men Who Rule the World" se mostró como primer sencillo el 30 de marzo. El 28 de abril, la canción que le da título al álbum "No Gods No Masters", fue lanzada como el segundo sencillo.
En agosto de 2021, Garbage anunció que lanzaría una edición del vigésimo aniversario de su tercer álbum de estudio Beautiful Garbage, que se lanzó originalmente en 2001. Esto sigue a las ediciones de aniversario reeditadas anteriores de Garbage (1995, reeditado en 2015) y la Version 2.0 (1998). , reeditado en 2018). La reedición presenta una versión nunca antes escuchada del sencillo principal del álbum, "Androgyny", y Manson explica: "Queríamos celebrar el lanzamiento de nuestro tercer álbum de la misma manera que celebramos los 20 años de nuestros dos discos anteriores, ya que apreciar a este tercer hijo nuestro tanto como a sus predecesores". La versión reeditada de Beautiful Garbage se lanzó el 5 de noviembre de 2021.

### AnthologyyLet All That We Imagine Be the Light(2022-presente)
El 7 de septiembre de 2022, Garbage anunció su tercer álbum de grandes éxitos Anthology, lanzado el 28 de octubre. La compilación presenta 35 pistas recientemente remasterizadas que celebran tres décadas de carrera, incluido "Witness To Your Love", que se lanzó como sencillo.
El 4 de octubre, Garbage interpretó "The World Is Not Enough" en el Royal Albert Hall de Londres con la Royal Philharmonic Orchestra como parte de The Sound of 007: Live at the Royal Albert Hall comisariada por David Arnold, marcando el 60 aniversario de la Franquicia de bonos. El evento estuvo disponible para su transmisión en Prime Video el 5 de octubre. Un documental de Matt Whitecross titulado The Sound of 007 con una entrevista con Garbage se estrenó en Prime Video el mismo día. Antes del evento, se lanzó como sencillo digital la remasterización de 2022 de "The World Is Not Enough". El 22 de octubre, Garbage actuó en la novena edición anual de Audacy We Can Survive en el Hollywood Bowl de Los Ángeles.
A principios de 2022, Garbage comenzó a escribir para su próximo octavo álbum de estudio. En octubre, después de cumplir con sus obligaciones de gira, Garbage volvió a escribir para el álbum.
El 27 de febrero de 2025, la banda anunció su octavo álbum de estudio Let All That We Imagine Be the Light, que se lanzará el 30 de mayo. Además se anunció que Nicole Fiorentino se unía como bajista en vivo, reemplazando a Daniel Shulman para la gira promocional en América Latina y América del Norte.

## Influencias musicales
Entre sus influencias podemos citar, según la misma banda a:
Beck, Blondie, Curve, David Bowie, Depeche Mode, Goodbye Mr. Mackenzie, Iggy Pop, Johnny Cash, Led Zeppelin, Nirvana, NIN, Peaches, Pink Floyd, Siouxsie And The Banshees, The Ramones, The Pretenders, The Beatles, Hole, Talk Talk, The Distillers, Cocteau Twins, Patti Smith, The Smashing Pumpkins, The Cure, The Who, entre otros más.

## Miembros
- Shirley Manson - vocalista, guitarrista
- Butch Vig - batería
- Steve Marker - guitarrista
- Duke Erikson - guitarrista, teclados (1993-2005, 2007, 2011-)
- Eric Avery - bajista (2005-)

## Discografía

### Álbumes de estudio
- 1995: Garbage
- 1998: Version 2.0
- 2001: Beautiful Garbage
- 2005: Bleed Like Me
- 2012: Not Your Kind Of People
- 2016: Strange Little Birds
- 2021: No Gods No Masters
- 2025: Let All That We Imagine Be the Light

### Vídeos
- 1996: Garbage Video - VHS
- 2007: Absolute Garbage - DVD
- 2013: One Mile High... Live - DVD

### Compilaciones
- 2002: Special Collection - EP
- 2007: Absolute Garbage - Grandes Éxitos
- 2012: The Absolute Collection - Grandes Éxitos
- 2022: Anthology - Grandes Éxitos

### Sencillos
Garbage (álbum):
- 1995 "Vow" #138 U.K., #97 U.S.A.
- 1995 "Subhuman" #50 U.K. (este sencillo no forma parte del álbum, pero más tarde se agregó como bonus track en la edición japonesa del álbum)
- 1995 "Only Happy When It Rains" #29 U.K., #55 U.S.A.
- 1995 "Queer" #13 U.K.
- 1996 "Stupid Girl" #4 U.K., #24 U.S.A.
- 1996 "Milk" (con Tricky) #10 U.K.

Version 2.0:
- 1998 "Push It" #9 UK, #52 USA
- 1998 "I Think I'm Paranoid" #9 UK
- 1998 "Special" #15 UK, #52 U.S.A.
- 1999 "When I grow up" #9 U.K.
- 1999 "The Trick is To Keep Breathing"
- 1999 "You Look So Fine" #19 U.K.

Beautiful Garbage:
- 2001 "Androgyny" #24 U.K.
- 2002 "Cherry Lips" #22 U.K.
- 2002 "Breaking Up the Girl" #27 U.K.
- 2002 "Shut Your Mouth" #20 U.K.

Bleed Like Me:
- 2005 "Why Do You Love Me" #7 UK #94 U.S.A. #8 U.S.A. [Modern Rock]
- 2005 "Bleed Like Me" # 27 U.S.A. [Modern Rock]
- 2005 "Sex Is Not The Enemy" #24 UK
- 2005 "Run Baby Run" #47 AU

Absolute Garbage:
- 2007 "Tell Me Where It Hurts"
- 2007 "It's All Over But The Crying (remix)"

Not Your Kind Of People:
- 2012 "Blood For Poppies"
- 2012 "Battle In Me"
- 2012 "Big Bright World"
- 2012 "Control"

Strange Little Birds:
- 2016 "Empty"
- 2016 "Even Though Our Love Is Doomed"
- 2016 "Blackout"

Otros
- 2013 "Because the Night" (junto a Screaming Females)
- 2014 "Girls Talk" (junto a Brody Dalle)
- 2015 "The Chemicals" (junto a Brian Aubert)
- 2017 "No Horses"
- 2018 "Destroying Angels" (junto a John Doe y Exene Cervenka)

Bandas Sonoras:
- 1997 "#1 Crush" #29 U.S.A. #1 [Modern Rock] (banda sonora de Romeo + Julieta)
- 1998 "As Heaven Is Wide" (banda sonora del videojuego para PS one Gran Turismo).
- 1999 "I Think I'm Paranoid" (banda sonora del videojuego de PS one Gran Turismo 2 y para PS 2 Rock Band y Rock Band 2)
- 1999 "The World Is Not Enough" #11 UK (banda sonora de 007: The World Is Not Enough)
- 1999 "When I Grow Up" (banda sonora de Un papá genial)
- 2004 "Parade" (banda Sonora de la película D.E.B.S.)

## Nominaciones a los Grammy
Garbage ha tenido 7 nominaciones a los Grammy con 0 victorias.
1997
- Premios Grammy — Artista Nuevo (nominado)
- Premios Grammy — Mejor interpretación de rock en dúo o grupo por "Stupid Girl" (nominado)
- Premios Grammy — Mejor Canción Rock por "Stupid Girl" (nominado)

1999
- Premios Grammy — Álbum del año por Version 2.0 (nominado)
- Premios Grammy — Mejor álbum de rock por Version 2.0 (nominado)

2000
- Premios Grammy — Mejor interpretación de rock en dúo o grupo por "Special" (nominado)
- Premios Grammy — Mejor Canción Rock por "Special" (nominado)